# Anacithara undaticosta
Anacithara undaticosta é uma espécie de gastrópode do gênero Anacithara, pertencente a família Horaiclavidae.